# Je suis Pierre Rivière
Pour plus de détails, voir Fiche technique et Distribution.
Je suis Pierre Rivière est un film français réalisé par Christine Lipinska, sorti en 1976.

## Fiche technique
- Titre français : Je suis Pierre Rivière
- Réalisation : Christine Lipinska, assisté de Jean Achache
- Scénario : Christine Lipinska et Régis Hanrion
- Musique : Hughes de Courson
- Pays d'origine :  France
- Genre : drame
- Durée : 82 minutes
- Date de sortie : 7 avril 1976

## Distribution
- Jacques Spiesser : Pierre Rivière
- Max Vialle : François Lecomte
- André Rouyer : Le président du tribunal
- Francis Huster : L'avocat de la défense
- Jean Bollery : le substitut
- Michel Robin : Le père
- Thérèse Quentin : La mère
- Mado Maurin : La grand-mère
- Marianne Épin : Victoire
- Isabelle Huppert : Aimée
- Vincent Ropion : Pierre enfant
- Claude Bouchery : Le premier médecin
- Michel Delahaye : Le second médecin
- François Dyrek : L'homme de la battue
- Patrick Floersheim : Le curé
- Jean-Pierre Sentier : Le journaliste
- Fred Ulysse : Le maire